# Rimas Stanislovas Jonaitis
Rimas Stanislovas Jonaitis (* 27. Oktober 1943) ist ein litauischer Politiker, ehemaliger Vizeminister.

## Leben
Nach dem Abitur an der Mittelschule absolvierte er 1971 das Diplomstudium an der Fakultät für Radioelektronik am Politechnikos institutas in Kaunas und wurde Ingenieur. 
Von 1980 bis 1992 arbeitete er als Leiter einer Abteilung am Ministerium der Melioration von Sowjetlitauen. Ab 1992 war er Beamter und von 2009 bis August 2011 Vizeminister am Verteidigungsministerium Litauens.
Er ist verheiratet und hat den Sohn Marius und die Tochter Agnė.

## Auszeichnung
- Orden für Verdienste um Litauen (2005)